# Détails de l'exposition
Détails de l'exposition est une nouvelle de science-fiction de Jean-Claude Dunyach, publiée en juin 1983.

## Publications

### Publications en France
La nouvelle a été publiée dans :
- Univers 1983, éd. J'ai lu n°1491, juin 1983 ;
- Autoportrait, éditions Denoël, collection Présence du futur n° 415, février 1986 ;
- La Frontière éclatée, anthologie, Le Livre de poche n°7113, novembre 1989 ;
- Les Nageurs de sable, éd. L'Atalante, collection La Dentelle du Cygne, mai 2003.

### Publications hors de France
La nouvelle a été publiée en langue anglaise sous le titre Scenes at the Exhibit (2004, réédition en 2011).

## Résumé
Le récit est un extrait d'un catalogue relatif à une exposition consacrée aux œuvres picturales d'un peintre.
Ce peintre a la capacité de créer son propre univers, qui est celui que nous connaissons. La Terre, le système solaire, la galaxie, etc., ne sont que des projections d'un artiste qui se sert de la planète pour en extraire des peintures. Sa série de tableaux est émouvante et extraordinaire
Le catalogue évoque notamment les œuvres « L'Attenta de Sarajevo » et « Onze versions de l'assassinat de Kennedy ».
La nouvelle se termine par ces trois phrases : 
À l'heure où j'écris ces lignes, il semblerait que l'artiste ait volontairement laissé la situation se dégrader, en encourageant au besoin les tendances destructrices de la population locale. On murmure qu'il compte profiter de l'état de tension qui est apparu pour mettre un point final à sa création avant sa mort qu'il sait toute proche. Les scènes qu'il a prévu d'orchestrer à cette occasion formeront la trame de sa dernière œuvre, dont le titre serait : « Visions de la Guerre Totale ».